# Matx d'escacs Rússia (URSS) vs Resta del Món
Al llarg de la història hi ha hagut tres matxs oficials d'escacs que han enfrontat Rússia (URSS) contra la Resta del Món. Tots els matxs han estat seguits i jugats amb molt d'interès per grans escaquistes. Els dos primers matxs es disputaren entre un equip soviètic i un altre de jugadors de qualsevol altre país. El tercer matx, entre Rússia i la resta del món, fou el primer a disputar-se després de la dissolució de la Unió Soviètica, cosa que implica que alguns dels països que havien format part de l'URSS, van passar a estar alineats amb l'equip de la Resta del Món.
L'URSS va guanyar els dos primers matxs, i Rússia va perdre el tercer.

## Origen
Quan el segle xx entrà en el seu terç final, ja era evident per als historiadors i entusiastes dels escacs, que l'URSS havia assolit un nivell en l'àmbit escaquístic al qual les altres nacions només podien aspirar. Llevat de la breu intervenció de Max Euwe, els soviètics havien produït una línia ininterrompuda de campions del món d'escacs des de 1927 fins a 1970. De manera semblant, des de la primera participació, havien dominat completament els esdeveniments d'escacs per equips com les Olimpíades d'escacs i el Campionat d'Europa per equips d'escacs. Era tan pronunciat l'abisme entre el bàndol soviètic i els seus competidors més propers, que es va necessitar un sever repte per calibrar la mesura de la seva supremacia. Aquest repte es va presentar el 1970, quan Max Euwe (en aquells dies, president de la FIDE) va anunciar un matx per mesurar la força de l'URSS contra el col·lectiu de la resta del Món.
Si els soviètics ho van veure com una oportunitat per coronar la seva glòria, la Resta del Món va estar igualment determinat a demostrar que l'emergència de Bobby Fischer com a futur campió del món era simptomàtica d'un canvi més ampli en la qualitat de la seva base escaquística.
Com que la Guerra Freda dictava les tendències polítiques de l'època, hom va escriure molt sobre l'esdeveniment.

## Primer matx, Belgrad 1970

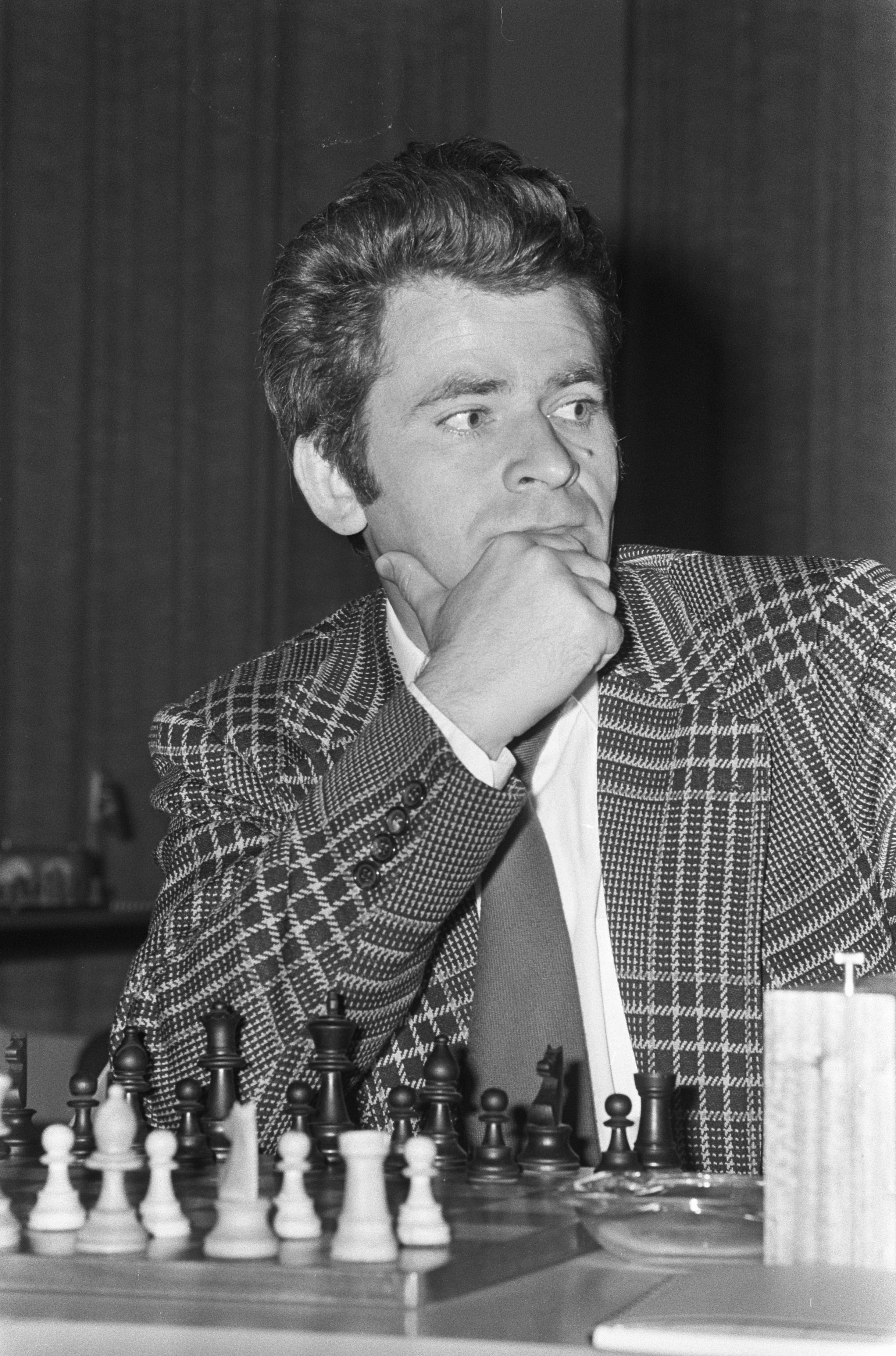
Borís Spasski, primer tauler soviètic al matx de 1970

El primer matx es va celebrar a Belgrad del 29 de març fins al 5 d'abril de 1970 i va ser titulat oficialment "El Matx del Segle - URSS vs la Resta del Món".
Deu jugadors per equip jugaven quatre partides contra un mateix oponent. Excepcionalment, es podien utilitzar dos suplents per canviar un jugador en qualsevol tauler, a criteri del capità de l'equip.
Max Euwe era el capità de la "Resta del món" i ell fou qui anuncià l'ordre dels jugadors de l'equip. Per primera vegada, es va fer servir el sistema de classificació d'Árpád Élő per determinar l'ordre de força dels jugadors, excepte en el cas de Bent Larsen i Bobby Fischer. Larsen no podia acceptar que la classificació de Fischer com a número u mundial en el rànquing de la FIDE en fes el primer tauler de la Resta del Món, a causa del seu recent període d'inactivitat, que contrastava amb els recents èxits de Larsen en torneig. Tot just quan el desacord semblava llençar per la borda la trobada, Fischer sorprenentment va estar d'acord a baixar un tauler i cedir el seu lloc a Larsen.
Durant el matx, molta gent a Belgrad especulava que l'ordre dels jugadors de l'URSS semblava dissenyat per tal que cadascun jugués amb un jugador contra el que ja tingués un historial de victòries. Per exemple, l'excampió del món Mikhaïl Botvínnik estava per sota de Iefim Hèl·ler i de Mark Taimànov. Es va emparellar Taimànov contra Wolfgang Uhlmann, a qui "acostumava a guanyar com volia" i Botvínnik contra Milan Matulović, qui admetia que tenia un "complex Botvínnik", i no jugava bé contra ell. Hom també qüestionava que Paul Keres fos al desè tauler, recalcant que el fet que el seu oponent fos Borislav Ivkov probablement hi tingués quelcom a veure. Aquestes sospites varen aparèixer en diaris de Belgrad, i els soviètics varen replicar amb les seves raons: El Campió del Món Borís Spasski havia de ser el primer tauler, i el seu antecessor, Tigran Petrossian, el segon. A continuació venia Víktor Kortxnoi, perquè havia jugat la final del matx de candidats. A continuació, quatre jugadors (Lev Polugaievski, Hèl·ler, Vassili Smislov, i Taimànov) que s'havien guanyat el dret de jugar al proper Interzonal a causa de la seva posició final al Campionat de l'URSS. Els darrers tres llocs de l'equip es reservaven a jugadors amb mèrits especials - Botvínnik, Mikhaïl Tal, i Keres. El primer suplent era Leonid Stein, que havia estat sisè al Campionat soviètic, just un lloc per sota de les places de classificació per l'Interzonal. El segon suplent fou David Bronstein, un altre excandidat al títol mundial.
Sobre el paper, el matx semblava descoratjador per a l'equip de la resta del Món, ja que lluitava contra cinc campions del món i diversos jugadors que havien aconseguit bons resultats en Torneigs de Candidats. Malgrat tot, els quatre primers taulers de la resta del Món s'ho van prendre com un desafiament, i la seva gran actuació va permetre gairebé anivellar la balança de manera que, al final, va ser només la força de fons dels soviètics la que els va permetre obtenir la victòria final, tot i que pel marge més estret.
Lajos Portisch va contribuir amb una puntuació favorable, però va provocar la còlera de Fischer quan va concedir unes taules contra Víktor Kortxnoi en una posició guanyadora. La partida va ser considerada per molts com crucial en la determinació del resultat final del matx, atès que el matx s'hauria empatat si en Portisch hagués guanyat la partida (vegeu Regla de les tres repeticions#Kortxnoi versus Portisch, 1970). L'equip de la Resta del Món també es va veure afectat pel fet que Reshevsky no va poder disputar la ronda final contra Smislov perquè coincidia amb el Sàbat. El seu substitut, Fridrik Olafsson, fou derrotat.
El matx va ser arbitrat per Bozidar Kazic i cada participant va rebre 400 $. En Fischer va guanyar un cotxe per haver aconseguit el millor resultat individual amb el seu equip.
Dos suplents addicionals, David Bronstein (URSS) i l'alemany occidental Klaus Darga (Resta del món), no van arribar a jugar cap partida.
El veredicte de Mikhal Tal a 64 (Núm. 17) fou: - "Hem guanyat, però hi ha algunes raons per preocupar-se: per què els jugadors estrangers estan progressant més ràpidament - si més no en aparença? Per què és l'edat mitjana dels oponents més baixa que la del nostre equip nacional? Per què hi ha hagut un sol torneig d'escacs realment fort a la Unió Soviètica durant els últims anys?

### Resultats individuals, per taulers
| Taul   | Jug. URSS   | República      | Elo    | rd1 | rd2 | rd3 | rd4 | Tot. | Jug. Món  | País   | Elo    | rd1 | rd2 | rd3 | rd4 | Tot. |
| ------ | ----------- | -------------- | ------ | --- | --- | --- | --- | ---- | --------- | ------ | ------ | --- | --- | --- | --- | ---- |
| 1      | Spasski     | RSFS de Rússia | 2670   | ½   | 1   | 0   |     | 1½/3 | Larsen    |        | 2650   | ½   | 0   | 1   | 1   | 2½/4 |
| 1      | Stein       | RSS d'Ucraïna  | 2620   |     |     |     | 0   | 0/1  | Larsen    |        | 2650   | ½   | 0   | 1   | 1   | 2½/4 |
| 2      | Petrossian  | RSS d'Armènia  | 2650   | 0   | 0   | ½   | ½   | 1/4  | Fischer   |        | 2720   | 1   | 1   | ½   | ½   | 3/4  |
| 3      | Kortxnoi    | RSFS de Rússia | 2670   | ½   | ½   | 0   | ½   | 1½/4 | Portisch  |        | 2630   | ½   | ½   | 1   | ½   | 2½/4 |
| 4      | Polugaevski | RSS de Belarús | 2640   | 0   | ½   | ½   | ½   | 1½/4 | Hort      |        | 2610   | 1   | ½   | ½   | ½   | 2½/4 |
| 5      | Hèl·ler     | RSS d'Ucraïna  | 2660   | 1   | ½   | ½   | ½   | 2½/4 | Gligorić  |        | 2580   | 0   | ½   | ½   | ½   | 1½/4 |
| 6      | Smislov     | RSFS de Rússia | 2620   | ½   | 1   | 0   | 1   | 2½/4 | Reshevsky |        | 2590   | ½   | 0   | 1   |     | 1½/3 |
| 6      | Smislov     | RSFS de Rússia | 2620   | ½   | 1   | 0   | 1   | 2½/4 | Ólafsson  |        | 2560   |     |     |     | 0   | 0/1  |
| 7      | Taimànov    | RSS d'Ucraïna  | 2600   | 1   | 1   | ½   | 0   | 2½/4 | Uhlmann   |        | 2570   | 0   | 0   | ½   | 1   | 1½/4 |
| 8      | Botvínnik   | RSFS de Rússia | 2640   | 1   | ½   | ½   | ½   | 2½/4 | Matulović |        | 2560   | 0   | ½   | ½   | ½   | 1½/4 |
| 9      | Tal         | RSS de Letònia | 2590   | ½   | 0   | 1   | ½   | 2/4  | Najdorf   |        | 2570   | ½   | 1   | 0   | ½   | 2/4  |
| 10     | Keres       | RSS d'Estònia  | 2600   | ½   | 1   | ½   | 1   | 3/4  | Ivkov     |        | 2570   | ½   | 0   | ½   | 0   | 1/4  |
| Totals | Totals      | Totals         | Totals | 5½  | 6   | 4   | 5   | 20½  | Totals    | Totals | Totals | 4½  | 4   | 6   | 5   | 19½  |

Resultat final: URSS 20½ - 19½ Resta del Món

## Segon matx, Londres 1984
El segon matx va transcórrer a Londres, del 24 de juny al 29 de juny de 1984 i es va publicitar amb el mateix títol que el primer, "El Matx del Segle".
Jugat a l'Illa dels Gossos, el matx només va poder tenir lloc gràcies a un paquet de mesures d'emergència, quan els patrocinadors es van retractar de les seus prèviament pactades de Belgrad i després Roma. L'alternativa de Londres va ser possible gràcies als esforços de Ray Keene, la London Docklands Corporation, la Federació Britànica d'Escacs i un ric co-patrocini de l'home de negocis indonesi Mr HM Hassan, que volia ser nomenat capità de l'equip de la resta del Món.
El format era el mateix que el del matx previ de 1970. Aquesta vegada els equips semblaven tenir una igualtat més gran quant a força, amb una mitjana d'Elo gairebé idèntica. Kortxnoi en aquest moment havia canviat de bàndol, després de la seva deserció cap a l'oest i aquesta era una raó per la qual Moscou (la seu més lògica per al nou matx, seguint el principi de 'casa-fora') no va ser proposada com a seu pel matx (hi havia llavors un enorme antagonisme entre Kortxnoi i les autoritats soviètiques).
Mr Hassan prudentment va lliurar les tasques de capitania executiva a Lubomir Kavalek mentre que els soviètics van emprar a Gran Mestre i psicòleg Nikolai Kroguius en el mateix paper. L'àrbitre cap va ser Robert Wade.
En el bàndol de la resta del Món, Lajos Portisch es va considerar insultat per l'oferiment del tauler 7 i va renunciar a jugar. Borís Spasski acabava de deixar l'URSS per traslladar-se a França i creia que seria massa dolorós alinear-se com a contrincant dels seus antics companys. Vlastimil Hort simplement tenia altres coses a fer. Bent Larsen i Kortxnoi eren els altres veterans presents al bàndol mundial.
Mentrestant, els nouvinguts a l'URSS Anatoli Kàrpov i Garri Kaspàrov reforçaren la meitat superior del bàndol de l'URSS, una zona de debilitat en l'anterior matx. Sorprenentment, els veterans Mikhaïl Tal, Vassili Smislov i Lev Polugaievski van participar una vegada més i altre cop van tenir uns resultats respectables. Tigran Petrossian va estar absent per malaltia, però el sòlid Iuri Razuvàiev representà l'URSS admirablement. Per part de l'equip de la resta del Món, Tony Miles i Eugenio Torre restauraren una mica d'orgull en els taulers baixos, però el dany real es va fer en el tauler 6, on el desenfrenat excampió del món juvenil Aleksandr Beliavski no podia ser contingut pels esforços combinats de Yasser Seirawan i Bent Larsen. Alguns espectadors creien que Seirawan havia estat elegit estúpidament en el lloc de Walter Browne que tenia un rànquing més alt, perquè tenia una imatge més glamurosa.

### Resultats individuals, per taulers
| Taul.  | Jug. URSS   | República            | Elo    | rd1 | rd2 | rd3 | rd4 | Tot. | Jug. Món   | País   | Elo    | rd1 | rd2 | rd3 | rd4 | Tot. |
| ------ | ----------- | -------------------- | ------ | --- | --- | --- | --- | ---- | ---------- | ------ | ------ | --- | --- | --- | --- | ---- |
| 1      | Kàrpov      | RSFS de Rússia       | 2700   | 1   | ½   | ½   | ½   | 2½/4 | Andersson  |        | 2630   | 0   | ½   | ½   | ½   | 1½/4 |
| 2      | Kaspàrov    | RSS de l'Azerbaidjan | 2710   | ½   | ½   | ½   | 1   | 2½/4 | Timman     |        | 2610   | ½   | ½   | ½   | 0   | 1½/4 |
| 3      | Polugaevsky | RSS de Belarús       | 2615   | ½   | 0   | ½   |     | 1/3  | Kortxnoi   |        | 2635   | ½   | 1   | ½   | ½   | 2½/4 |
| 3      | Tukmakov    | RSS d'Ucraïna        | 2550   |     |     |     | ½   | ½/1  | Kortxnoi   |        | 2635   | ½   | 1   | ½   | ½   | 2½/4 |
| 4      | Smislov     | RSFS de Rússia       | 2600   | 0   |     |     | ½   | ½/2  | Ljubojević |        | 2635   | 1   | 0   | ½   | ½   | 2/4  |
| 4      | Tukmakov    | RSS d'Ucraïna        | 2550   |     | 1   | ½   |     | 1½/2 | Ljubojević |        | 2635   | 1   | 0   | ½   | ½   | 2/4  |
| 5      | Vaganian    | RSS d'Armènia        | 2630   | ½   | ½   | ½   | 0   | 1½/4 | Ribli      |        | 2610   | ½   | ½   | ½   | 1   | 2½/4 |
| 6      | Beliavsky   | RSS d'Ucraïna        | 2565   | 1   | 1   | ½   | 1   | 3½/4 | Seirawan   |        | 2525   | 0   | 0   |     |     | 0/2  |
| 6      | Beliavsky   | RSS d'Ucraïna        | 2565   | 1   | 1   | ½   | 1   | 3½/4 | Larsen     |        | 2565   |     |     | ½   | 0   | ½/2  |
| 7      | Tal         | RSS de Letònia       | 2620   | ½   |     | 1   | ½   | 2/3  | Nunn       |        | 2600   | ½   | ½   | 0   |     | 1/3  |
| 7      | Romanishin  | RSS d'Ucraïna        | 2580   |     | ½   |     |     | ½/1  | Chandler   |        | 2515   |     |     |     | ½   | ½/1  |
| 8      | Razuvayev   | RSFS de Rússia       | 2500   | ½   | ½   | ½   | ½   | 2/4  | Hübner     |        | 2620   | ½   | ½   | ½   | ½   | 2/4  |
| 9      | Yusupov     | RSFS de Rússia       | 2570   | ½   | ½   | ½   |     | 1½/3 | Miles      |        | 2615   | ½   | ½   | ½   | 1   | 2½/4 |
| 9      | Romanishin  | RSS d'Ucraïna        | 2580   |     |     |     | 0   | 0/1  | Miles      |        | 2615   | ½   | ½   | ½   | 1   | 2½/4 |
| 10     | Sokolov     | RSFS de Rússia       | 2495   | 0   | 1   |     | 0   | 1/3  | Torre      |        | 2565   | 1   | 0   |     | 1   | 2/3  |
| 10     | Romanishin  | RSS d'Ucraïna        | 2580   |     |     | ½   |     | ½/1  | Chandler   |        | 2515   |     |     | ½   |     | ½/1  |
| Totals | Totals      | Totals               | Totals | 5   | 6   | 5½  | 4½  | 21   | Totals     | Totals | Totals | 5   | 4   | 4½  | 5½  | 19   |

Resultat final: URSS 21 - 19 Resta del Món

## Tercer matx, Moscou 2002
El tercer matx va transcórrer a Moscou del 8 de setembre a l'11 de setembre de 2002 i aquesta vegada va ser anomenat "El Matx del Nou Segle" o "El Matx del Segle XXI ".
Si l'esdeveniment havia de ser més amigable amb els mitjans de comunicació i els patrocinadors, havia de tenir alguns canvis dràstics de format. No agradava la idea que els jugadors s'aparellessin únicament amb el número oposat de l'equip rival i, per tant, els enfrontaments individuals impliquessin una llarga i psicològica guerra de desgast, quelcom que podria ser interessant pels puristes dels escacs, però no per a l'espectador casual o per als periodistes famolencs d'emoció i lluita. A més, per fer els escacs viables per a un espectador esportiu, es creia àmpliament que uns controls de temps menors i els finals ràpids i espectaculars eren elements necessaris. Llavors, hi havia la difícil tasca d'ajuntar a tots els jugadors d'elit en el mateix lloc al mateix temps, ja que un torneig llarg podia desanimar-ne alguns.
L'acord final va semblar ser satisfactori per a cobrir totes les bases. Un format sistema Scheveningen amb 10 jugadors a 10 rondes, amb un ritme de 25 minuts (+10 segons d'increment per jugada). Aquest torneig podia ser comprimit en només 4 dies amb 2 o 3 rondes per dia.
En termes de selecció d'equips, la ruptura de l'URSS havia precipitat alguns canvis significatius. Aquesta vegada era Rússia contra la Resta del Món i els jugadors restants de la Unió Soviètica van poder ser elegits per l'esquadra de la resta del Món. Al principi semblava que això facilitaria un equip de la resta del Món imparable, però amb una inspecció més minuciosa no estava tan clar. Els campions del món russos (i supervivents de l'equip de l'URSS de 1984) Garri Kaspàrov i Anatoli Kàrpov estarien al costat de dos altres membres del club de les "K", els campions del món Vladímir Kràmnik i Aleksandr Khalifman. Amb la suma de 3 campions de Rússia (Aleksandr Morozévitx, Piotr Svídler i Aleksandr Motiliov) i dos jugadors més amb un Elo per sobre de 2700 (Ievgueni Baréiev i Aleksandr Grisxuk), les coses semblaven decididament més esperançadores del que s'havia esperat. De fet, la mitjana d'Elo dels dos bàndols estava separada per només un punt, de manera que hi havia una perspectiva d'un campionat molt disputat. Kaspàrov, en una conferència de premsa prèvia al matx semblava més aviat optimista, declarant que els escacs eren l'únic esport en que Rússia podia seguir pensant en la victòria en aquestes circumstàncies.
L'equip de la resta del Món tenia molts dels seus primers jugadors disponibles, excepte les absències de Michael Adams i Vesselín Topàlov. La inclusió dels exsoviètics, Vassili Ivantxuk, Borís Guélfand, Aleksei Xírov i Ruslan Ponomariov, però, semblava compensar bé qualsevol pèrdua.
Cada bàndol tenia dos suplents, que podien omplir en qualsevol lloc, limitant-se al fet que no podrien jugar amb el mateix jugador més d'una vegada. Aquests van ser Serguei Rublevski i Vadim Zviàguintsev per als russos i Vladímir Akopian i Zurab Azmaiparaixvili per la Resta del Món.
El marcador va ser finalment equilibrat durant gran part del matx, la Resta del Món només es va separar per una victòria còmoda en les últimes tres rondes.
Tractant d'identificar les actuacions més pobres del costat rus, cal notar que al final de la ronda 3, cap de les 4 "K" s havia aconseguit victòria individual. Kaspàrov en particular, va perdre amb Judit Polgár per primera vegada en 20 partides. Motiliov i Zviagintsev van tenir les actuacions més pobres.
Hi va haver algunes actuacions excel·lents de la resta del Món, com per exemple la de Xírov, que va puntuar 7/10, amb una performance Elo de 2865. També en Rəcəbov, el més jove i pitjor classificat de la competició, va produir uns escacs brillants i va contribuir amb un sòlid 5/10. Aquesta és la seva arriscada aniquilació de la defensa índia de dama de Kàrpov:
Teymur Rəcəbov - Anatoli Kàrpov - Ronda 2:
1. d4 Cf6 2.c4 e6 3.Cf3 b6 4.a3 Ab7 5.Cc3 d5 6.cxd5 Cxd5 7.e3 g6 8.Ab5 + c6 9.Aa4 Ag7 10.0-0 0-0 11.e4 Cxc3 12. bxc3 c5 13.Ag5 Dd6 14.Te1 Cc6 15.e5 Dc7 16.Dd2 Ca5 17.Tac1 Ad5 18.Df4 Tfc8 19.h4 DB7 20.Af6 Af8 21.Ch2 cxd4 22.cxd4 Txc1 23.Txc1 Axg2 24.Cg4 h5 25.Ce3 AE4 26.Ad1 b5 27.d5 Axd5 28.Cxd5 exd5 29.e6 CC4 30.Dg5 Rh7 31.Ac2 Ag7 32.Te1 TE8 33.Dxh5 + Rg8 34.Axg6 Rf8 35.e7 + 1-0
Equips complets:
- Rússia - (alfabèticament) - Ievgueni Baréiev; Aleksei Dréiev; Aleksandr Grischuk; Anatoli Kàrpov; Garri Kaspàrov; Aleksandr Khalifman; Vladimir Kramnik; Aleksandr Morozévitx; Aleksandr Motylev; Serguei Rublevski; Piotr Svídler; Vadim Zvjaginsev.
- Món - (alfabèticament) - Vladimir Akopian; Viswanathan Anand; Zurab Azmaiparashvili; Boris Guélfand; Vassili Ivanchuk; Peter Leko; Judit Polgár; Ruslan Ponomariov; Teimour Radjabov; Aleksei Shirov; Nigel Short; Ilya Smirin.

### Resultats del matx per rondes
| Ronda | Data   | Rússia | Món | Avantatge del Món |
| ----- | ------ | ------ | --- | ----------------- |
| 1     | Set 8  | 4      | 6   | +2                |
| 2     | Set 8  | 4½     | 5½  | +3                |
| 3     | Set 9  | 5½     | 4½  | +2                |
| 4     | Set 9  | 5½     | 4½  | +1                |
| 5     | Set 9  | 5      | 5   | +1                |
| 6     | Set 10 | 5      | 5   | +1                |
| 7     | Set 10 | 5      | 5   | +1                |
| 8     | Set 10 | 4      | 6   | +3                |
| 9     | Set 11 | 4½     | 5½  | +4                |
| 10    | Set 11 | 5      | 5   | +4                |
| Total |        | 48     | 52  | +4                |

Resultat final: Rússia: 48 versus Món: 52

### Resultats individuals finals
- R = victòria de Rússia, W = Victòria del món, ½ = taules

| Món             | Rússia  | Rússia | Rússia | Rússia | Rússia | Rússia | Rússia | Rússia | Rússia | Rússia | Rússia | Rússia | Rússia |
| Món             | Baréiev | Dréiev | Grisx  | Kàrpov | Kaspa  | Khali  | Kramn  | Moroz  | Motyl  | Ruble  | Svídl  | Zvjag  | Total  |
| --------------- | ------- | ------ | ------ | ------ | ------ | ------ | ------ | ------ | ------ | ------ | ------ | ------ | ------ |
| Akopian (ARM)   | -       | -      | -      | -      | W      | -      | R      | R      | -      | -      | -      | -      | 1/3    |
| Anand (IND)     | ½       | -      | -      | ½      | ½      | ½      | ½      | ½      | W      | -      | R      | W      | 5/9    |
| Azma'vili (GEO) | ½       | -      | ½      | -      | -      | ½      | -      | -      | -      | -      | -      | -      | 1½/3   |
| Guélfand (ISR)  | R       | W      | ½      | ½      | ½      | W      | ½      | ½      | W      | -      | ½      | -      | 6/10   |
| Ivantxuk (UCR)  | ½       | ½      | ½      | ½      | W      | -      | ½      | ½      | ½      | W      | ½      | -      | 6/10   |
| Léko (HON)      | ½       | ½      | ½      | R      | ½      | ½      | ½      | W      | W      | -      | ½      | -      | 5½/10  |
| Polgár (HON)    | -       | R      | R      | R      | W      | -      | ½      | -      | -      | R      | -      | ½      | 2/7    |
| P'mariov (UCR)  | ½       | -      | ½      | -      | ½      | W      | ½      | ½      | ½      | ½      | ½      | W      | 6/10   |
| Radjabov (AZE)  | W       | ½      | R      | W      | ½      | ½      | -      | R      | -      | ½      | R      | W      | 5/10   |
| Xírov (ESP)     | ½       | ½      | W      | ½      | R      | ½      | W      | W      | W      | -      | W      | -      | 7/10   |
| Short (ANG)     | R       | ½      | ½      | R      | ½      | ½      | -      | R      | -      | ½      | ½      | -      | 3/9    |
| Smirin (ISR)    | R       | R      | ½      | W      | -      | ½      | W      | R      | -      | ½      | ½      | -      | 4/9    |
| Total           | 6/10    | 4½/8   | 5½/10  | 5/9    | 4/10   | 3½/9   | 4/9    | 6/10   | 1/6    | 3/6    | 5/9    | ½/4    |        |

## Resum
| Data                           | Lloc                    | Guanyador     | Resultat  |
| ------------------------------ | ----------------------- | ------------- | --------- |
| 29 de març – 5 d'abril de 1970 | Belgrad, RSF Iugoslàvia | URSS          | 20½ – 19½ |
| 24–29 de juny de 1984          | Londres, Regne Unit     | URSS          | 21 – 19   |
| 8–11 de setembre de 2002       | Moscou, Rússia          | Resta del Món | 52 – 48   |